# Újrakezdők – Szerelmes szingli szittert keres
Az Újrakezdők – Szerelmes szingli szittert keres (eredeti cím: The Rebound) 2009-ben bemutatott amerikai romantikus filmvígjáték, melyet Bart Freundlich írt és rendezett. A főbb szerepekben Catherine Zeta-Jones és Justin Bartha látható.
A filmet néhány országban már 2009 végén bemutatták, az Egyesült Államokban 2010. december 25-én került a mozikba. Magyarországon 2010. július 22-én jelent meg.

## Cselekmény
Sandy kétgyermekes, kiegyensúlyozott családanya. Egy gyerekzsúr videófelvételét nézve felfedezi, hogy férje megcsalta. Válásuk után úgy dönt, kisiskolás gyermekeivel New Yorkba költözik. Sandy egy kávézó fölött lakást bérel. A kávézóban megismerkedik a fiatal pincérrel, Aram Finklesteinnel. Aram 25 éves, és éppen túl van egy rosszul sikerült kapcsolaton. Ebben egy francia lány az amerikai zöldkártya érdekében feleségül ment hozzá. Bár kapcsolatuk véget ért, Aram annyira a szívén viseli a sorsát, hogy nem akar elválni, mert akkor a lányt kiutasítják az országból. Aram bizonytalan abban, mihez akar kezdeni az életben. Főiskolát végzett, szociológiát tanult, de jól érzi magát a kávézóban.
Sandy kérésére elvállalja, hogy bébiszitterként vigyáz a gyerekekre. Hamarosan otthagyja a kávézót és főállásban a gyerekek nevelője lesz, akikkel nagyon jól kijön. Aram és Sandy között is gyengéd érzelmek alakulnak ki, párkapcsolatot kezdenek és két hónap múlva már együtt élnek. Aram szülei kifejezett kívánságára állásinterjúkra kezd járni, de a felajánlott állásokat nem fogadja el.
Egyik nap Sandy kissé sápadt, feszülnek a mellei, ezért arra gyanakszik, hogy terhes. Aram lelkesen fogadja a hírt. Sandy sejtése az orvosnál beigazolódik, azonban méhen kívüli terhességről van szó, így a magzat nem marad életben. Szakítanak Arammal, mert Sandy úgy gondolja, a 15 év túl nagy korkülönbség és Aram még „nem fedezte fel a világot”. Aram kétségbeesik, de tudomásul veszi a dolgot és utazgatni kezd.
Sandyt előléptetik a televíziós csatornánál, ahol dolgozik. Időközben 5 év telt el. Aram járt Franciaországban, Isztambulban, Afrikában (ahol gyerekeket tanított) és Bangladesben. Sandy az előléptetését ünnepli egy étteremben a gyerekeivel és a munkatársaival, amikor véletlenül Arambe botlik. Ő elmondja neki, hogy van egy fogadott fia, akivel Bangladesben találkozott, valamint még mindig nőtlen. Sandynek sincs tartós kapcsolata. Aram anyja is előkerül, aki elmondja Sandynek, jól emlékszik rá, mert Aram minden nap róla beszél. Sandy meghívja őket az asztalukhoz, ahol az asztal alatt titokban megfogják egymás kezét Arammel.

## Szereplők
| Színész              | Szerep                          | Magyar hang      |
| -------------------- | ------------------------------- | ---------------- |
| Catherine Zeta-Jones | Sandy                           | Tóth Enikő       |
| Justin Bartha        | Aram Finklestein                | Boros Zoltán     |
| Kelly Gould          | Sadie                           | Koller Virág     |
| Andrew Cherry        | Frank, Jr.                      | Straub Norbert   |
| Art Garfunkel        | Harry Finklestein, Aram apja    | Varga Tamás      |
| Joanna Gleason       | Roberta Finklestein, Aram anyja | Bessenyei Emma   |
| John Schneider       | Trevor (cameo)                  | Kapácsy Miklós   |
| Rob Kerkovich        | pincér, Aram barátja            | Mesterházy Gyula |
| Lynn Whitfield       | Laura, Sandy tévés főnöknője    | Grúber Zita      |
| Kate Jennings Grant  | Daphne, Sandy barátnője         | Orosz Anna       |
| Sam Robards          | Frank, Sandy volt férje         | Megyeri János    |
| Marcel Simoneau      | Henri                           |                  |